# Probużna
Probużna (ukr. Пробіжна) – wieś (dawniej miasteczko) na Ukrainie, w rejonie czortkowskim obwodu tarnopolskiego, w hromadzie Kolędziany. Liczy niecałe 2000 mieszkańców.
W 1959 roku do Probużnej włączono wieś Hryńkowce.

## Historia
Prywatne miasto szlacheckie lokowane w 1565 roku położone było w XVI wieku w województwie podolskim. W II Rzeczypospolitej miejscowość była siedzibą gminy wiejskiej Probużna w powiecie husiatyńskim (od 1925 powiatu kopyczynieckiego) w województwie tarnopolskim. W 1921 roku liczyło 3136 mieszkańców.
W latach 1943–1945 nacjonaliści ukraińscy z OUN-UPA zamordowali tutaj 37 Polaków.

## Zabytki
- Synagoga w Probużnej
- Zespół dworski, w miejscowości znajdują się pozostałości zespołu dworskiego[4], którego właścicielami byli Drohojowscy[5].

## Ludzie
Urodził się tu Jan Kamiński – doktor medycyny, tytularny generał brygady Wojska Polskiego.
Z tego miasta pochodził także Eliasz Kubrik, dziadek reżysera Stanleya Kubricka.